# Anna Kras
Anna Kras (ur. 8 września 1983) – polska judoczka.
Była zawodniczka klubów: Pałac Młodzieży Tarnów (1995-2003), Klub Judo AZS Opole (2002-2003), KS AZS-AWF Wrocław (2003-2005). Dwukrotna brązowa medalistka mistrzostw Polski seniorek (2002 - kat.do 52 kg, 2004 - kat, do 57 kg). Ponadto m.in. dwukrotna młodzieżowa mistrzyni Polski (2004, 2005) i mistrzyni Polski juniorek 2001. Uczestniczka mistrzostw Europy juniorek 2001.